# Українська партія лівих соціалістів-революціонерів (борьбистів)
Украї́нська па́ртія лі́вих соціалі́стів-революціоне́рів (борьби́стів) — ліва фракція всеросійської Партії Соціалістів-Революціонерів в Україні (не плутати з Українською Партією Соціалістів-Революціонерів (боротьбистів), котра виокремилася влітку 1918 року як ліва фракція УПСР).
Організаційним ядром нової партії стала ліва меншість УПЛСР, яка об'єдналася навколо газети «Борьба» під назвою УПЛСР (борьбистів). Лідерами партії стали Євген Терлецький, М. Алексєєв, В. Качинський та інші.
Борьбисти оголосили про своє визнання радянської влади та бажання співпрацювати з КП(б)У. Водночас замість диктатури пролетаріату обстоювали так звану диктатуру трудових класів. У 1919 році борьбисти входили до органів радянської влади, брали участь у боротьбі проти денікінців.
У грудні 1919 між ЦК УПЛСР(б) і ЦК КП(б)У укладено угоду про співпрацю, представник борьбистів Євген Терлецький увійшов до складу Всеукрревкому.
На початку 1920 року партія налічувала 7700 членів. У червні 1920 року ЦК УПЛСР(б) і ЦК КП(б)У уклали угоду про самоліквідацію партії борьбистів та вступ її «найкращих представників» до КП(б)У. Це викликало розкол в УПЛСР(б): права течія створила оргбюро у складі Василя Арнаутова, С. Мстиславського, Я. Брауна і згодом взяла назву УПЛСР-синдикалістів (у грудні 1920 року об'єдналася з УПЛСР-інтернаціоналістів).
У липні 1920 IV з'їзд УПЛСР(б) ухвалив рішення про самоліквідацію партії. Частину її членів прийнято до КП(б)У.